# Austrocerus emarginatus
Austrocerus emarginatus är en insektsart som beskrevs av Evans 1941. Austrocerus emarginatus ingår i släktet Austrocerus och familjen dvärgstritar. Inga underarter finns listade i Catalogue of Life.